# Мендсари
Мендсари (рос. Мендсары) — присілок у Всеволожському районі Ленінградської області Російської Федерації.
Населення становить 188 осіб. Належить до муніципального утворення Бугровське сільське поселення.

## Історія
Від 1 серпня 1927 року належить до Ленінградської області.

## Населення
| 2007 | 2010 | 2017 |
| ---- | ---- | ---- |
| 86   | ↗181 | ↗188 |